# Saint-Maurice-d'Ételan
 Saint-Maurice-d'Ételan  es una población y comuna francesa, en la región de Normandía (en francés Normandie), departamento de Sena Marítimo, en el distrito de Le Havre y cantón de Lillebonne.

## Historia
Saint-Maurice-d'Etelan es citado como Esteilant en 1050-66..
Hay un elemento germánico y noruego antiguo, en el sentido de "terreno", atestiguado en la otra parte de Normandía y otro elemento que podría ser el viejo inglés stēġili "abrupto, escarpado". Típico del nombre inglés antiguo, contemporáneo de la colonización de los agricultores anglo-escandinavos en el siglo X en Normandía. Homonimia con Etelan en Catz (Mancha).
Durante la Revolución Francesa, la comuna lleva provisionalmente el nombre de Maurice-sur-Seine.

## Geografía
La comuna de Saint-Maurice-d'Ételan está situada entre El Havre y Ruan en la D281, cerca de la ciudad de Notre-Dame-de-Gravenchon.
El pueblo se asienta en el centro del primer bucle del Sena y domina una vasta llanura aluvial, el "Marais".
La comuna forma parte del Parque natural regional de los Bucles del Sena normando.

## Demografía
| 241 | 255 | 243 | 230 | 211 | 239 | 334 | 309 |
| Para los censos de 1962 a 1999 la población legal corresponde a la población sin duplicidades (Fuente: INSEE [Consultar]) |     |     |     |     |     |     |     |

## Personajes famosos
- Félix Faure, Presidente de Francia de 1895 hasta su muerte en 1899.
- André Bettencourt, Ministro del gobierno y esposo de Liliane Bettencourt.